# Guillerval
Guillerval település Franciaországban, Essonne megyében. Lakosainak száma 812 fő (2022. január 1.). Guillerval Étampes, Chalo-Saint-Mars, Chalou-Moulineux, Monnerville, Saclas és Le Mérévillois községekkel határos.

## Népesség
A település népességének változása:
| Lakosok száma | 807  | 814  | 828  | 819  | 823  | 814  | 813  | 813  | 812  |
|               | 2013 | 2015 | 2016 | 2017 | 2018 | 2019 | 2020 | 2021 | 2022 |